# Södra Ånnabosjön
Södra Ånnabosjön är en sjö i Örebro kommun i Närke och ingår i Norrströms huvudavrinningsområde. Sjön är 4,8 meter djup, har en yta på 0,194 kvadratkilometer och befinner sig 233,5 meter över havet. Sjön avvattnas av vattendraget Södra Ånnabosjöbäcken.

## Delavrinningsområde
Södra Ånnabosjön ingår i det delavrinningsområde (657983-145037) som SMHI kallar för Utloppet av Södra Ånnabosjön. Medelhöjden är 238 meter över havet och ytan är 0,53 kvadratkilometer. Det finns inga avrinningsområden uppströms utan avrinningsområdet är högsta punkten. Södra Ånnabosjöbäcken som avvattnar avrinningsområdet har biflödesordning 3, vilket innebär att vattnet flödar genom totalt 3 vattendrag innan det når havet efter 254 kilometer. Avrinningsområdet består mestadels av skog (69 procent) och jordbruk (12 procent). Avrinningsområdet har 1,73 kvadratkilometer vattenytor vilket ger det en sjöprocent på 3,1 procent. Bebyggelsen i området täcker en yta av 2,25 kvadratkilometer eller 4 procent av avrinningsområdet.